# Czeszewo (Wągrowiec)
Pour les articles homonymes, voir Czeszewo.
Czeszewo (prononciation : [t͡ʂɛˈʂɛvɔ]) est un village polonais de la gmina de Gołańcz dans le powiat de Wągrowiec de la voïvodie de Grande-Pologne dans le centre-ouest de la Pologne.
Il se situe à environ 7 kilomètres au sud-est de Gołańcz (siège de la gmina), 18 kilomètres au nord-est de Wągrowiec (siège du powiat), et à 66 kilomètres au nord-est de Poznań (capitale de la Grande-Pologne).

## Histoire
De 1934 à 1949, le village était le siège de la gmina de Czeszewo et de 1975 à 1998, il faisait partie du territoire de la voïvodie de Piła.

Depuis 1999, Czeszewo est situé dans la voïvodie de Grande-Pologne.